# 디사난초아족
디사난초아족(Disa蘭草亞族, 학명: Disinae 디시나이[*])은 난초족의 아족이다. 과거에는 디사난초족(Diseae)에 속하는 것으로 여겨졌으나, 2015년 분류 체계에서 디사난초족이 난초족에 병합됨에 따라 난초족에 속하게 되었다.

## 하위 분류
- 디사난초속 (Disa P.J.Bergius)
- Huttonaea Harv.
- Pachites Lindl.